# Фінал Ліги Європи УЄФА 2024
Фінал Ліги Європи УЄФА 2024 — 15-й фінал Ліги Європи (53-й фінал другого за престижністю клубного європейського турніру, мав назву Кубок УЄФА). Відбувся 22 травня 2024 року у Дубліні (Ірландія) на стадіоні «Авіва».

## Команди
| Команда  | Попередні виступи (жирним шрифтом виділені перемоги) |
| -------- | ---------------------------------------------------- |
| Аталанта | —                                                    |
| Баєр 04  | 1 (1988)                                             |

## Місце проведення
Побудований на місці раніше існуючого стадіону «Ленсдаун Роуд», який був побудований в 1872 році та закритий у 2007 році для будівництва нового стадіону.
Відкриття реконструйованого стадіону відбулося 4 серпня 2010 року матчем між збірною, складеної з найкращих футболістів Ірландії, і футбольного клубу «Манчестер Юнайтед».

## Посол матчу
Посол фінальної гри відомий в минулому ірландський футболіст, а нині тренер Джон О'Ші.

## Шлях до фіналу
Примітка: У всіх результатах, поданих нижче, голи фіналістів подаються першими, натомість де відбувався матч вказано в дужках (д: вдома; г: в гостях; н: на нейтральному полі).
| Поз | Команда  | І | О  |
| --- | -------- | - | -- |
| 1   | Аталанта | 6 | 14 |
| 2   | Спортінг | 6 | 11 |
| 3   | Штурм    | 6 | 4  |
| 4   | Ракув    | 6 | 4  |

| Поз | Команда | І | О  |
| --- | ------- | - | -- |
| 1   | Баєр    | 6 | 18 |
| 2   | Карабах | 6 | 10 |
| 3   | Молде   | 6 | 7  |
| 4   | Геккен  | 6 | 0  |

## Матч
| 22 травня 2024 22:00 (20:00 IST) |

| Аталанта             | 3:0      | Баєр 04 |
| -------------------- | -------- | ------- |
| Лукман 12', 26', 75' | Протокол |         |

| Авіва, Дублін Глядачів: 47 135 Арбітр: Іштван Ковач (Румунія) |

| Аталанта | Баєр 04 |

| ВР                   | 1  | Хуан Муссо         |     |       |
| ЗХ                   | 19 | Берат Ґімшиті ()   | 22' |       |
| ЗХ                   | 4  | Ісак Гін           |     |       |
| ЗХ                   | 23 | Сеад Колашинаць    |     | 46'*  |
| ПЗ                   | 77 | Давіде Дзаппакоста | 60' | 84'** |
| ПЗ                   | 13 | Едерсон            |     |       |
| ПЗ                   | 7  | Тен Копмейнерс     | 70' |       |
| ПЗ                   | 22 | Маттео Руджері     |     | 90+1' |
| НП                   | 17 | Шарль Де Кетеларе  |     | 57'   |
| НП                   | 90 | Джанлука Скамакка  |     | 84'*  |
| НП                   | 11 | Адемола Лукман     |     |       |
| Запасні:             |    |                    |     |       |
| ВР                   | 29 | Марко Карнезеккі   |     |       |
| ВР                   | 31 | Франческо Россі    |     |       |
| ЗХ                   | 2  | Рафаел Толой       |     | 90+1' |
| ЗХ                   | 42 | Джорджо Скальвіні  |     | 46'   |
| ПЗ                   | 3  | Еміль Голм         |     |       |
| ПЗ                   | 8  | Маріо Пашалич      |     | 57'   |
| ПЗ                   | 15 | Мартен де Рон      |     |       |
| ПЗ                   | 20 | Мітхел Баккер      |     |       |
| ПЗ                   | 25 | Мішель Ндарі Адопо |     |       |
| НП                   | 33 | Ганс Гатебур       |     | 84'** |
| НП                   | 10 | Ель-Біляль Туре    |     | 84'*  |
| НП                   | 59 | Олексій Міранчук   |     |       |
| Головний тренер:     |    |                    |     |       |
| Джан П'єро Гасперіні |    |                    |     |       |

| ВР               | 17 | Матей Коварж        |     |       |
| ЗХ               | 2  | Йосип Станішич      |     | 46    |
| ЗХ               | 4  | Йонатан Та ()       |     |       |
| ЗХ               | 12 | Едмонд Тапсоба      | 67' |       |
| ПЗ               | 30 | Жеремі Фрімпонг     |     | 81'** |
| ПЗ               | 34 | Граніт Джака        |     |       |
| ПЗ               | 25 | Есек'єль Паласіос   |     | 68'   |
| ПЗ               | 3  | П'єро Інкап'є       |     |       |
| ПЗ               | 10 | Флоріан Віртц       | 35' | 81'** |
| НП               | 20 | Алехандро Грімальдо |     | 68'   |
| НП               | 9  | Амін Адлі           |     | 75'   |
| Запасні:         |    |                     |     |       |
| ВР               | 1  | Лукаш Градецький    |     |       |
| ВР               | 36 | Ніклас Ломб         |     |       |
| ЗХ               | 6  | Оділон Коссуну      |     |       |
| ЗХ               | 13 | Артур               |     |       |
| ПЗ               | 7  | Йонас Гофманн       |     |       |
| ПЗ               | 8  | Роберт Андріх       | 73' | 68'   |
| ПЗ               | 19 | Натан Телла         |     | 81'** |
| ПЗ               | 32 | Густаво Пуерта      |     |       |
| НП               | 9  | Борха Іглесіас      |     |       |
| НП               | 14 | Патрик Шик          |     | 81'*  |
| НП               | 22 | Віктор Боніфейс     |     | 46'   |
| НП               | 23 | Адам Гложек         |     | 68'   |
| Головний тренер: |    |                     |     |       |
| Хабі Алонсо      |    |                     |     |       |

| Гравець матчу: Адемола Лукман (Аталанта) Помічники арбітра: Васіле Марінеску (Румунія) Михай Артене (Румунія) Четвертий арбітр: Іван Кружляк (Словаччина) Резервний арбітр: Браніслав Ганцко (Словаччина) Відеоасистент арбітра: Пол ван Букел (Нідерланди) Відеоасистенти: Каталін Попа (Румунія) Роб Діпернк (Нідерланди) | Регламент - 90 хвилин. - 30 хвилин додаткового часу за необхідності. - Серія пенальті за необхідності. - По дванадцять запасних гравців. - Максимум три заміни гравців від кожної команди посеред матчу та четверта у разі додаткового часу. |